# Vučak (gmina Ivanjica)
Vučak (cyr. Вучак) – wieś w Serbii, w okręgu morawickim, w gminie Ivanjica. W 2011 roku liczyła 229 mieszkańców.